# Billaea solivaga
Billaea solivaga är en tvåvingeart som beskrevs av Louis-Paul Mesnil 1976. Billaea solivaga ingår i släktet Billaea och familjen parasitflugor.
Artens utbredningsområde är Madagaskar. Inga underarter finns listade i Catalogue of Life.